# Ana Borges
Ana Borges, född 15 juni 1990 i Gouveia, är en portugisisk fotbollsspelare som representerar SL Benfica. Hon har tidigare spelat för klubbar som Sporting, Chelsea och Atlético Madrid.

## Landslaget
Ana Borges är den portugisiska fotbollsspelare på damsidan som har gjort flest landskamper för Portugal, 185 stycken (11 mål).